# François Kamano
François Kamano (Conakry, 1º maggio 1996) è un calciatore guineano, attaccante del Damac e della nazionale guineana.

## Carriera

### Club
Dal 2011 al 2014 ha militato in patria nel Satellite FC, per poi venire acquistato dai francesi del Bastia.
Ha esordito in Ligue 1 il 9 agosto 2014 contro il Marsiglia e ha messo a segno la sua prima rete il 20 dicembre successivo sul campo del Caen.
In due stagioni con la maglia del Bastia ha totalizzato 50 presenze e 8 gol tra tutte le competizioni.
Il 27 luglio 2016 è stato acquistato dal Bordeaux.
Il 17 luglio 2020 è stato acquistato dal Lokomotiv Mosca.

### Nazionale
Ha esordito nella Nazionale guineana nel 2013.

## Statistiche
Statistiche aggiornate al 2 marzo 2021.
| Stagione               | Squadra                | Campionato             | Campionato | Campionato | Coppe nazionali | Coppe nazionali | Coppe nazionali | Coppe continentali | Coppe continentali | Coppe continentali | Altre coppe | Altre coppe | Altre coppe | Totale | Totale |
| Stagione               | Squadra                | Comp                   | Pres       | Reti       | Comp            | Pres            | Reti            | Comp               | Pres               | Reti               | Comp        | Pres        | Reti        | Pres   | Reti   |
| ---------------------- | ---------------------- | ---------------------- | ---------- | ---------- | --------------- | --------------- | --------------- | ------------------ | ------------------ | ------------------ | ----------- | ----------- | ----------- | ------ | ------ |
| 2014-2015              | Bastia                 | L1                     | 24         | 4          | CF+CdL          | 0+2             | 0+0             | -                  | -                  | -                  | -           | -           | -           | 26     | 4      |
| 2015-2016              | Bastia                 | L1                     | 23         | 3          | CF+CdL          | 1+0             | 1+0             | -                  | -                  | -                  | -           | -           | -           | 24     | 4      |
| Totale Bastia          | Totale Bastia          | Totale Bastia          | 47         | 7          |                 | 3               | 1               |                    | -                  | -                  |             | -           | -           | 50     | 8      |
| 2016-2017              | Bordeaux               | L1                     | 30         | 6          | CF+CdL          | 4+3             | 0+2             |                    |                    |                    |             |             |             | 37     | 8      |
| 2017-2018              | Bordeaux               | L1                     | 35         | 8          | CF+CdL          | 1+1             | 0+0             | UEL                | 2                  | 0                  | -           | -           | -           | 39     | 8      |
| 2018-2019              | Bordeaux               | L1                     | 37         | 10         | CF+CdL          | 1+2             | 0+0             | UEL                | 11                 | 3                  |             |             |             | 51     | 13     |
| 2019-2020              | Bordeaux               | L1                     | 11         | 1          | CF+CdL          | 1+1             | 0+0             | -                  | -                  | -                  | -           | -           | -           | 13     | 1      |
| Totale Bordeaux        | Totale Bordeaux        | Totale Bordeaux        | 113        | 25         |                 | 14              | 2               |                    | 13                 | 3                  |             | -           | -           | 140    | 30     |
| 2020-2021              | Lokomotiv Mosca        | PL                     | 25         | 5          | KR              | 4               | 4               | UCL                | 4                  | 0                  | -           | -           | -           | 33     | 9      |
| 2021-2022              | Lokomotiv Mosca        | PL                     | 16         | 2          | KR              | 0               | 0               | UEL                | 4                  | 1                  | SR          | 1           | 0           | 21     | 3      |
| 2022-2023              | Lokomotiv Mosca        | PL                     | 28         | 3          | KR              | 9               | 3               | -                  | -                  | -                  | -           | -           | -           | 37     | 6      |
| Totale Lokomotiv Mosca | Totale Lokomotiv Mosca | Totale Lokomotiv Mosca | 69         | 10         |                 | 13              | 7               |                    | 8                  | 1                  |             | 1           | 0           | 91     | 18     |
| 2023-2024              | Abha                   | SPL                    | 31         | 2          | KC              | 2               | 0               | -                  | -                  | -                  | -           | -           | -           | 33     | 2      |
| 2024-2025              | Damac                  | SPL                    | 6          | 1          | KC              | 1               | 0               | -                  | -                  | -                  | -           | -           | -           | 7      | 1      |
| Totale carriera        | Totale carriera        | Totale carriera        | 266        | 45         |                 | 33              | 10              |                    | 21                 | 4                  |             | 1           | 0           | 321    | 59     |

### Cronologia presenze e reti in nazionale
| Cronologia completa delle presenze e delle reti in nazionale ― Guinea | Cronologia completa delle presenze e delle reti in nazionale ― Guinea | Cronologia completa delle presenze e delle reti in nazionale ― Guinea | Cronologia completa delle presenze e delle reti in nazionale ― Guinea | Cronologia completa delle presenze e delle reti in nazionale ― Guinea | Cronologia completa delle presenze e delle reti in nazionale ― Guinea | Cronologia completa delle presenze e delle reti in nazionale ― Guinea | Cronologia completa delle presenze e delle reti in nazionale ― Guinea |
| Data                                                                  | Città                                                                 | In casa                                                               | Risultato                                                             | Ospiti                                                                | Competizione                                                          | Reti                                                                  | Note                                                                  |
| --------------------------------------------------------------------- | --------------------------------------------------------------------- | --------------------------------------------------------------------- | --------------------------------------------------------------------- | --------------------------------------------------------------------- | --------------------------------------------------------------------- | --------------------------------------------------------------------- | --------------------------------------------------------------------- |
| 6-7-2013                                                              | Bamako                                                                | Mali                                                                  | 3 – 1                                                                 | Guinea                                                                | Qual. CHAN 2014                                                       | -                                                                     | Uscita                                                                |
| 28-7-2013                                                             | Conakry                                                               | Guinea                                                                | 1 – 0                                                                 | Mali                                                                  | Qual. CHAN 2014                                                       | -                                                                     |                                                                       |
| 13-1-2015                                                             | Casablanca                                                            | Senegal                                                               | 5 – 2                                                                 | Guinea                                                                | Amichevole                                                            | -                                                                     | Ingresso                                                              |
| 24-1-2015                                                             | Malabo                                                                | Camerun                                                               | 1 – 1                                                                 | Guinea                                                                | Coppa d'Africa 2015 - 1º turno                                        | -                                                                     | 90’                                                                   |
| 1-2-2015                                                              | Malabo                                                                | Ghana                                                                 | 3 – 0                                                                 | Guinea                                                                | Coppa d'Africa 2015 - Quarti di finale                                | -                                                                     | 81’                                                                   |
| 6-6-2015                                                              | Saint-Leu-la-Forêt                                                    | Guinea                                                                | 1 – 2                                                                 | Ciad                                                                  | Amichevole                                                            | -                                                                     | 73’                                                                   |
| 12-6-2015                                                             | Casablanca                                                            | Guinea                                                                | 1 – 2                                                                 | eSwatini                                                              | Qual. Coppa d'Africa 2017                                             | 1                                                                     |                                                                       |
| 25-3-2016                                                             | Conakry                                                               | Guinea                                                                | 0 – 0                                                                 | Malawi                                                                | Qual. Coppa d'Africa 2017                                             | -                                                                     | 65’                                                                   |
| 29-3-2016                                                             | Blantyre                                                              | Malawi                                                                | 1 – 2                                                                 | Guinea                                                                | Qual. Coppa d'Africa 2017                                             | -                                                                     | Ingresso                                                              |
| 5-6-2016                                                              | Lobamba                                                               | eSwatini                                                              | 1 – 0                                                                 | Guinea                                                                | Qual. Coppa d'Africa 2017                                             | -                                                                     |                                                                       |
| 30-8-2016                                                             | Alessandria d'Egitto                                                  | Egitto                                                                | 1 – 1                                                                 | Guinea                                                                | Amichevole                                                            | -                                                                     | 45’                                                                   |
| 4-9-2016                                                              | Conakry                                                               | Guinea                                                                | 1 – 0                                                                 | Zimbabwe                                                              | Qual. Coppa d'Africa 2017                                             | -                                                                     | 65’                                                                   |
| 9-10-2016                                                             | Monastir                                                              | Tunisia                                                               | 2 – 0                                                                 | Guinea                                                                | Qual. Mondiali 2018                                                   | -                                                                     | 81’                                                                   |
| 24-3-2017                                                             | Le Havre                                                              | Gabon                                                                 | 2 – 2                                                                 | Guinea                                                                | Amichevole                                                            | 1                                                                     | 77’                                                                   |
| 28-3-2017                                                             | Yaoundé                                                               | Camerun                                                               | 1 – 2                                                                 | Guinea                                                                | Amichevole                                                            | 1                                                                     | 54’ 85’                                                               |
| 6-6-2017                                                              | Blida                                                                 | Algeria                                                               | 2 – 1                                                                 | Guinea                                                                | Amichevole                                                            | -                                                                     | 72’                                                                   |
| 10-6-2017                                                             | Bouaké                                                                | Costa d'Avorio                                                        | 2 – 3                                                                 | Guinea                                                                | Qual. Coppa d'Africa 2019                                             | 1                                                                     | 74’                                                                   |
| 31-8-2017                                                             | Conakry                                                               | Guinea                                                                | 3 – 2                                                                 | Libia                                                                 | Qual. Mondiali 2018                                                   | -                                                                     |                                                                       |
| 4-9-2017                                                              | Monastir                                                              | Libia                                                                 | 1 – 0                                                                 | Guinea                                                                | Qual. Mondiali 2018                                                   | -                                                                     | 1’                                                                    |
| 11-11-2017                                                            | Kinshasa                                                              | RD del Congo                                                          | 3 – 1                                                                 | Guinea                                                                | Qual. Mondiali 2018                                                   | -                                                                     |                                                                       |
| 24-3-2018                                                             | Nouakchott                                                            | Mauritania                                                            | 2 – 0                                                                 | Guinea                                                                | Amichevole                                                            | -                                                                     |                                                                       |
| 9-9-2018                                                              | Conakry                                                               | Guinea                                                                | 1 – 0                                                                 | Rep. Centrafricana                                                    | Qual. Coppa d'Africa 2019                                             | -                                                                     |                                                                       |
| 12-10-2018                                                            | Conakry                                                               | Guinea                                                                | 2 – 0                                                                 | Ruanda                                                                | Qual. Coppa d'Africa 2019                                             | 1                                                                     |                                                                       |
| 16-10-2018                                                            | Kigali                                                                | Ruanda                                                                | 1 – 1                                                                 | Guinea                                                                | Qual. Coppa d'Africa 2019                                             | -                                                                     |                                                                       |
| 18-11-2018                                                            | Conakry                                                               | Guinea                                                                | 1 – 1                                                                 | Costa d'Avorio                                                        | Qual. Coppa d'Africa 2019                                             | -                                                                     | 86’                                                                   |
| 24-3-2019                                                             | Bangui                                                                | Rep. Centrafricana                                                    | 0 – 0                                                                 | Guinea                                                                | Qual. Coppa d'Africa 2019                                             | -                                                                     |                                                                       |
| 7-6-2019                                                              | Conakry                                                               | Guinea                                                                | 0 – 1                                                                 | Gambia                                                                | Amichevole                                                            | -                                                                     |                                                                       |
| 11-6-2019                                                             | Marrakech                                                             | Benin                                                                 | 1 – 0                                                                 | Guinea                                                                | Amichevole                                                            | -                                                                     | 45’                                                                   |
| 16-6-2019                                                             | Alessandria d'Egitto                                                  | Egitto                                                                | 3 – 1                                                                 | Guinea                                                                | Amichevole                                                            | -                                                                     |                                                                       |
| 22-6-2019                                                             | Alessandria d'Egitto                                                  | Guinea                                                                | 2 – 2                                                                 | Madagascar                                                            | Coppa d'Africa 2019 - 1º turno                                        | 1                                                                     | 78’                                                                   |
| 26-6-2019                                                             | Alessandria d'Egitto                                                  | Nigeria                                                               | 1 – 0                                                                 | Guinea                                                                | Coppa d'Africa 2019 - 1º turno                                        | -                                                                     | 78’                                                                   |
| 30-6-2019                                                             | Il Cairo                                                              | Burundi                                                               | 0 – 2                                                                 | Guinea                                                                | Coppa d'Africa 2019 - 1º turno                                        | -                                                                     | 63’                                                                   |
| 7-7-2019                                                              | Il Cairo                                                              | Algeria                                                               | 3 – 0                                                                 | Guinea                                                                | Coppa d'Africa 2019 - Ottavi di finale                                | -                                                                     | 79’                                                                   |
| 12-10-2019                                                            | Conakry                                                               | Guinea                                                                | 0 – 1                                                                 | Comore                                                                | Amichevole                                                            | -                                                                     | 77’                                                                   |
| 11-11-2020                                                            | Conakry                                                               | Guinea                                                                | 1 – 0                                                                 | Ciad                                                                  | Qual. Coppa d'Africa 2021                                             | -                                                                     | 76’                                                                   |
| 15-11-2020                                                            | N'Djamena                                                             | Ciad                                                                  | 1 – 1                                                                 | Guinea                                                                | Qual. Coppa d'Africa 2021                                             | -                                                                     | 67’                                                                   |
| 1-9-2021                                                              | Nouakchott                                                            | Guinea-Bissau                                                         | 1 – 1                                                                 | Guinea                                                                | Qual. Mondiali 2022                                                   | 1                                                                     |                                                                       |
| 9-10-2021                                                             | Agadir                                                                | Guinea                                                                | 2 – 2                                                                 | Sudan                                                                 | Qual. Mondiali 2022                                                   | -                                                                     | 76’                                                                   |
| 12-10-2021                                                            | Rabat                                                                 | Guinea                                                                | 1 – 4                                                                 | Marocco                                                               | Qual. Mondiali 2022                                                   | -                                                                     | 40’ 57’                                                               |
| 24-3-2023                                                             | Casablanca                                                            | Guinea                                                                | 2 – 0                                                                 | Etiopia                                                               | Qual. Coppa d'Africa 2023                                             | 1                                                                     | 77’                                                                   |
| 27-3-2023                                                             | Rabat                                                                 | Etiopia                                                               | 2 – 3                                                                 | Guinea                                                                | Qual. Coppa d'Africa 2023                                             | -                                                                     | 77’                                                                   |
| 14-6-2023                                                             | Marrakech                                                             | Guinea                                                                | 1 – 2                                                                 | Egitto                                                                | Qual. Coppa d'Africa 2023                                             | -                                                                     | 36’ 83’                                                               |
| 17-6-2023                                                             | Cornellà de Llobregat                                                 | Brasile                                                               | 4 – 1                                                                 | Guinea                                                                | Amichevole                                                            | -                                                                     | 73’                                                                   |
| 9-9-2023                                                              | Lilongwe                                                              | Malawi                                                                | 2 – 2                                                                 | Guinea                                                                | Qual. Coppa d'Africa 2023                                             | -                                                                     | 84’                                                                   |
| 17-10-2023                                                            | São João da Venda                                                     | Guinea                                                                | 1 – 1                                                                 | Gabon                                                                 | Amichevole                                                            | -                                                                     |                                                                       |
| 17-11-2023                                                            | Berkane                                                               | Guinea                                                                | 2 – 1                                                                 | Uganda                                                                | Qual. Mondiali 2026                                                   | -                                                                     | 64’                                                                   |
| 21-11-2023                                                            | Francistown                                                           | Botswana                                                              | 1 – 0                                                                 | Guinea                                                                | Qual. Mondiali 2026                                                   | -                                                                     | 68’                                                                   |
| 8-1-2024                                                              | Abu Dhabi                                                             | Guinea                                                                | 2 – 0                                                                 | Nigeria                                                               | Amichevole                                                            | -                                                                     |                                                                       |
| 15-1-2024                                                             | Yamoussoukro                                                          | Camerun                                                               | 1 – 1                                                                 | Guinea                                                                | Coppa d'Africa 2023 - 1º turno                                        | -                                                                     | cap. 45+3’                                                            |
| 28-1-2024                                                             | Abidjan                                                               | Guinea Equatoriale                                                    | 0 – 1                                                                 | Guinea                                                                | Coppa d'Africa 2023 - Ottavi di finale                                | -                                                                     | 79’                                                                   |
| 2-2-2024                                                              | Abidjan                                                               | RD del Congo                                                          | 3 – 1                                                                 | Guinea                                                                | Coppa d'Africa 2023 - Quarti di finale                                | -                                                                     | 90+2’                                                                 |
| 6-9-2024                                                              | Kinshasa                                                              | RD del Congo                                                          | 1 – 0                                                                 | Guinea                                                                | Qual. Coppa d'Africa 2025                                             | -                                                                     | 52’                                                                   |
| 10-9-2024                                                             | Yamoussoukro                                                          | Guinea                                                                | 1 – 2                                                                 | Tanzania                                                              | Qual. Coppa d'Africa 2025                                             | -                                                                     | 69’                                                                   |
| 12-10-2024                                                            | Abidjan                                                               | Guinea                                                                | 4 – 1                                                                 | Etiopia                                                               | Qual. Coppa d'Africa 2025                                             | -                                                                     | 76’                                                                   |
| 15-10-2024                                                            | Abidjan                                                               | Etiopia                                                               | 0 – 3                                                                 | Guinea                                                                | Qual. Coppa d'Africa 2025                                             | -                                                                     | 87’                                                                   |
| 16-11-2024                                                            | Abidjan                                                               | Guinea                                                                | 1 – 0                                                                 | RD del Congo                                                          | Qual. Coppa d'Africa 2025                                             | -                                                                     | 66’                                                                   |
| 19-11-2024                                                            | Dar es Salaam                                                         | Tanzania                                                              | 1 – 0                                                                 | Guinea                                                                | Qual. Coppa d'Africa 2025                                             | -                                                                     | 86’                                                                   |
| 21-3-2025                                                             | Abidjan                                                               | Guinea                                                                | 0 – 0                                                                 | Somalia                                                               | Qual. Mondiali 2026                                                   | -                                                                     | 73’                                                                   |
| Totale                                                                |                                                                       | Presenze                                                              | 58                                                                    |                                                                       | Reti                                                                  | 8                                                                     |                                                                       |

## Palmarès

### Club

#### Competizioni nazionali
- Coppa di Russia: 1

Lokomotiv Mosca: 2020-2021

### Individuale
- Capocannoniere della Coppa di Russia: 1

2020-2021 (4 reti)